# Arts Santa Mònica
El Centro de Arte Santa Mónica (en catalán Centre d'Arts Santa Mònica) es un centro cultural de Barcelona. Se inauguró en 1988 con el nombre de Centro de Arte Santa Mònica, bajo la dirección de Josep Miquel Garcia. Después de pasar por diferentes etapas, en 2009 bajo la dirección de Vicenç Altaió, pasó a llamarse Arts Santa Mònica y en noviembre de 2013, se reorientó convirtiéndose en Centro de la Creatividad, un escaparate y altavoz para la creatividad de Cataluña.

## Edificio
El centro se encuentra ubicado en la rambla de Santa Mónica n.º 7, en un edificio en parte de nueva planta que aprovecha el antiguo Convento de Santa Mónica, de los Agustinos Descalzos. Construido en 1636, es uno de los conventos que, fruto de la reforma tridentina, se establecieron en la Rambla a partir de mediados del siglo XVI y contribuyeron a su urbanización. Otros conventos notables fueron el de los jesuitas (1553), del que queda solo la iglesia de Belén; el de los carmelitas descalzos o de San José (1593), donde se encuentra el actual mercado de la Boquería; el de los capuchinos (1717), en la actual plaza Real. De todos estos, el de los agustinos descalzos o de Santa Mónica es el único que se conserva, tras la exclaustración de 1835.
El edificio conventual, de líneas clásicas muy austeras y carentes de ornamentación, es centrado por un claustro que constituye el elemento más notable. La iglesia, situada en el ala norte, es de construcción moderna y sustituye a la anterior, destruida en 1936. Fue declarado monumento histórico-artístico de carácter nacional por decreto del 17 de diciembre de 1984.
El antiguo convento también se había utilizado como cuartel y como iglesia parroquial del barrio, hasta que se convirtió en centro de arte, mediante una reforma proyectada por los arquitectos Helio Piñón y Albert Viaplana.
El elemento más destacado, y hoy característico del edificio, es el acceso a través de la rampa exterior, que permite una visión privilegiada de la Rambla y actúa como un balcón abierto de grandes dimensiones que comunica el interior con el exterior. En esta nueva etapa el edificio ha sido objeto de una nueva rehabilitación a cargo de Albert y David Viaplana.

## Historia del centro
El Centro de Arte Santa Mónica abrió sus puertas el 17 de mayo de 1988, con la exposición «El surrealismo en Cataluña, 1924-1936» y ha acogido más de 150 exposiciones y miles de conferencias. A lo largo de estos años, han nacido certámenes como la Primavera Fotográfica y la del Diseño, la Muestra de Artes Electrónicas (Mostra d'Arts Electròniques), la de VideoDansa y el Arslibris. El centro ha tenido varias denominaciones y etapas:
- 1988- 2002: Centre d'Art Santa Mònica dirigido por Josep Miquel Garcia
- 2002 - 2008: CASM, dirigido por Ferran Barenblit.
- 2009 - 2013: Arts Santa Mònica, dirigido por Vicenç Altaió
- 2013 - 2017: Centre de la Creativitat, dirigido por Jaume Reus[6]
- 2021 - 2025: Arts Santa Mònica, dirigido por Enric Puig Punyet